# Кула Град
Кула Град је насељено место у граду Зворник, Република Српска, БиХ. Према попису становништва из 2013. године који је на територији Републике Српске спровео Републички завод за статистику, у овом месту живело је 598 становника.

## О месту
Насељено место Кула Град обухвата средњовековно насеље и његову ближу околину, а налази се поред данашњег Зворника. Са центром града повезано је асфалтним путем у дужини од 7 километара, као и пешачком стазом дугом око 1.7 километар, преко насеља Баир. У непосредној близини налази се река Дрина која представља природну границу са Србијом.
Према подацима Савезног завода за статистику, Социјалистичке Федеративне Републике Југославије, у другој половини XX ово место су углавном насељавали припадници муслиманске етничке заједнице.

## Становништво
| Националност       | 1991.          | 1981.        | 1971.        |
| Муслимани          | 1.118 (99,82%) | 690 (99,56%) | 617 (99,19%) |
| Срби               | 0              | 0            | 4 (0,64%)    |
| Југословени        | 0              | 2 (0,28%)    | 0            |
| Хрвати             | 1 (0,08%)      | 0            | 0            |
| остали и непознато | 1 (0,08%)      | 1 (0,14%)    | 1 (0,16%)    |
| Укупно             | 1.120          | 693          | 622          |

| Демографија | Демографија | Демографија |
| Година      | Становника  | Становника  |
| ----------- | ----------- | ----------- |
| 1948.       | 388         |             |
| 1953.       | 423         |             |
| 1961.       | 543         |             |
| 1971.       | 622         |             |
| 1981.       | 693         |             |
| 1991.       | 1.120       |             |
| 2013.       | 598         |             |

## Знаменитости

### Ђурђев град
Према једној од легенди, настанак насељеног места кула град везује се за крај XIII, односно почетак XIV века и сматра се да су камено утврђење подигли босански и мађарски феудалци. Други наводи говоре о томе да је тврђаву саградила Јерина, жена деспота Ђурђа Бранковића. Према тој теорији, на подизању овог града радили су робови, који су камен довлачили из каменолома удаљеног од Зворника око 12 километара. За време Турске, а касније и Аустроугарске владавине, тврђава је додатно проширена, па је данас сведок различитих историјских периода. Град чине три међусобно повезана дела. Доњи град, који се налази поред магистралног пута Зворник-Сарајево, зворничани су прозвали „Градска капија“, јер се по подизању тврђаве ту налазила капија кроз коју се улазило са друма, о чему сведочи постојање дугачког бедема. Средњи део је најпознатији део овог уврђења у ком се налази кула висока 20 метара. Горњи град се налази на око 400 метара надморске висине и са њега се могу видети Зворник, Зворничко језеро, као и река Дрина.

### Црква Свете Петке Трнове
У склопу утврђења налази се Црква Свете Петке Трнове, која представља архитектонску реплику Његошевог маузолеја. У овом храму обавља се литургија поводом градске славе, Свете Петке Трнове.

### Џамија са пет минарета
Путем који долази до срењовековног утврђења стиже се и до турбета Сејх Хасана Каимије, насупрот ког се налази џамија са пет минарета. Овај објекат је подигао мештанин хаџи-Авдо Турчић. Свечано је отворена 1989, али је након три године порушена. По повратку у ово место, Авдо је обновио ово здање.